# خورخي فرنانديز (منافس ألعاب قوى)
خورخي فرنانديز هو منافس ألعاب قوى كوبي، ولد في 2 أكتوبر 1987 في كارديناس في كوبا.

## وصلات خارجية
- خورخي فرنانديز على موقع الاتحاد الدولي لألعاب القوى (الإنجليزية)
- خورخي فرنانديز على موقع الدوري الماسي (الإنجليزية)
- خورخي فرنانديز على موقع اللجنة الأولمبية الدولية (الإنجليزية)
- خورخي فرنانديز على موقع أوليمبيديا (الإنجليزية)